# Anne-Marie Comeau
Anne-Marie Comeau (* 1. Juni 1996) ist eine ehemalige kanadische Skilangläuferin.

## Werdegang
Comeau startete im Januar 2012 in Whistler erstmals im Nor Am Cup und belegte dabei den 12. Platz über 10 km klassisch. Ihre besten Platzierungen bei den Nordischen Junioren-Skiweltmeisterschaften 2012 in Erzurum waren der 18. Platz im Skiathlon und der neunte Rang mit der Staffel. Im Dezember 2012 absolvierte sie in Canmore ihre einzigen Weltcuprennen und errang dabei den 47. Platz im Skiathlon und den 46. Platz im 10-km-Massenstartrennen. Bei den Nordischen Junioren-Skiweltmeisterschaften 2013 in Liberec kam sie auf den 53. Platz über 5 km Freistil, auf den 34. Rang im Skiathlon und auf den 13. Platz mit der Staffel. Im Januar 2014 erreichte sie in Canmore mit dem dritten Platz im Skiathlon ihre erste Podestplatzierung im Nor Am Cup. Ihre besten Resultate bei den Nordischen Junioren-Skiweltmeisterschaften 2014 im Fleimstal waren der 21. Platz im Skiathlon und der zehnte Rang mit der Staffel. Im folgenden Jahr belegte sie bei den Nordischen Junioren-Skiweltmeisterschaften in Almaty den 39. Platz über 5 km Freistil, den 25. Rang im Skiathlon und den zehnten Platz mit der Staffel. In der Saison 2017/18 wurde sie beim Nor Am Cup in Mont Sainte-Anne Dritte im Sprint und Zweite über 10 km klassisch. Bei den Olympischen Winterspielen 2018 in Pyeongchang lief sie auf den 62. Platz über 10 km Freistil, auf den 48. Rang im Skiathlon und auf den 13. Platz mit der Staffel.